# Тежка кавалерия
Тежката кавалерия е вид кавалерия, използвана в различни исторически периоди, която има по-тежка екипировка и въоръжение от леката кавалерия. Типичната ѝ функция е да извършва пряк удар върху основните сили на противника. Значението на тежката кавалерия намалява през XIX век и последното ѝ използване е през Първата световна война, а съществуващите днес подразделения имат главно церемониални функции.